# 吉武優
吉武 優（よしたけ まさる、1986年4月8日 - ）は、福岡県田川市生まれのピアニスト。

## 略歴
4歳よりピアノを始める。東京藝術大学音楽学部器楽科ピアノ専攻を経て、2013年同大学院音楽研究科修士課程終了。同大学院音楽研究科ティーチングアシスタントも務める。2010年秋よりベルリン芸術大学(UDK)に留学中。
第5回及び第6回ロシアンピアノスクールin東京にて、成績優秀者による受講者選抜演奏会に出演。さらに歴代の受講者演奏会出演者の中よりさらに選抜され、ロシアン・ピアノスクールin東京ガラ・コンサートに出演。
A.Pisarev教授の伴奏でブラームスピアノ協奏曲第2番変ロ長調を演奏。第6回クールシュベール国際音楽アカデミーinかさまにて、成績優秀者による受講者演奏会に出演。伴奏・室内楽にも精力的に取り組んでおり、第35回藝大室内楽定期、JT アートホールアフィニス主催『期待の音大生によるアフタヌーンコンサート』、旧奏楽堂木曜コンサート(室内楽) 等に出演。全国各地で演奏している。

## 共演オーケストラ
- ドヴォルザーク室内オーケストラ
- 読売日本交響楽団
- 九州交響楽団
- Orchestra Libera Strada
- 藝大フィルハーモニア

## 受賞歴
- 第56回全日本学生音楽コンクール福岡大会高校の部第3位
- 第16回やちよ音楽コンクール奨励賞
- 第21回市川市新人演奏会にて優秀賞受賞
- 第28回飯塚新人音楽コンクール第1位、併せて文部科学大臣賞、朝日新聞社賞、飯塚市長賞、飯塚文化協会飯塚賞受賞
- 第7回かずさアカデミア音楽コンクール第1位[2]
- 第13回松方ホール音楽賞奨励賞(第2位)受賞。

## 師事歴
ピアノ
- 山野晳子
- 山本英二
- 碓井貴美子
- 渡邊健二
- 野島稔
- A.Pisarev
- G.Tacchino

室内楽
- 伊藤恵
- 玉井菜採
- 青柳晋
- 岡山潔

ピアノデュオ
- 角野裕